# WHIH Newsfront
WHIH Newsfront je americký fiktivní zpravodajský webový seriál zasazený do fikčního světa Marvel Cinematic Universe, který byl využit jako virální marketingová kampaň pro některé celovečerní filmy patřící do MCU. V některých filmech a seriálech je také fiktivní zpravodajská televizní stanice WHIH World News představena jako kanál, který informuje lidi o velkých událostech, jež se v rámci fikčního světa udály.

## Obsazení
- Leslie Bibb jako Christine Everhart: moderátorka
- Al Madrigal jako Will Adams: politický korespondent

## Seznam dílů

### Ant-Mankampaň (2015)
| Č. v seriálu | Č. v řadě | Původní název                                                                                | Hosté                         | Zveřejnění na YouTube |
| ------------ | --------- | -------------------------------------------------------------------------------------------- | ----------------------------- | --------------------- |
| 1            | 1         | WHIH Newsfront Promo                                                                         | nikdo                         | 2. července 2015      |
| 2            | 2         | WHIH Newsfront Top Stories                                                                   | nikdo                         | 7. července 2015      |
| 3            | 3         | WHIH EXCLUSIVE: 2012 VistaCorp break-in security footage involving cyber-criminal Scott Lang | nikdo                         | 11. července 2015     |
| 4            | 4         | WIRED Insider Interviews Darren Cross, CEO of Pym Technologies                               | Corey Stoll jako Darren Cross | 13. července 2015     |
| 5            | 5         | WHIH EXCLUSIVE: Scott Lang Interview                                                         | Paul Rudd jako Scott Lang     | 16. července 2015     |

### Captain America: Občanská válkakampaň (2016)
| Č. v seriálu | Č. v řadě | Původní název                                                    | Hosté                             | Zveřejnění na YouTube |
| ------------ | --------- | ---------------------------------------------------------------- | --------------------------------- | --------------------- |
| 6            | 1         | "AVENGERS IMPACT: A WHIH Newsfront Special Report                | nikdo                             | 22. dubna 2016        |
| 7            | 2         | WHIH Newsfront: The Cost of Saving the World                     | nikdo                             | 26. dubna 2016        |
| 8            | 3         | WHIH Newsfront: The Avengers and The White House                 | nikdo                             | 28. dubna 2016        |
| 9            | 4         | WHIH Newsfront Exclusive: President Ellis Discusses the Avengers | William Sadler jako Matthew Ellis | 3. května 2016        |
| 10           | 5         | WHIH Breaking News: Attack in Lagos                              | William Sadler jako Matthew Ellis | 3. května 2016        |